# Llista d'asteroides/137901-138000
| Nom      | Designació provisional | Data de descobriment | Lloc de descobriment | Descobridor/s                |
| -------- | ---------------------- | -------------------- | -------------------- | ---------------------------- |
| 137901 - | 2000 AD204             | 12 de gener de 2000  | Višnjan Observatory  | K. Korlević                  |
| 137902 - | 2000 AQ213             | 6 de gener de 2000   | Kitt Peak            | Spacewatch                   |
| 137903 - | 2000 AT214             | 7 de gener de 2000   | Kitt Peak            | Spacewatch                   |
| 137904 - | 2000 AU217             | 8 de gener de 2000   | Kitt Peak            | Spacewatch                   |
| 137905 - | 2000 AT225             | 12 de gener de 2000  | Kitt Peak            | Spacewatch                   |
| 137906 - | 2000 AL227             | 10 de gener de 2000  | Kitt Peak            | Spacewatch                   |
| 137907 - | 2000 AT231             | 4 de gener de 2000   | Socorro              | LINEAR                       |
| 137908 - | 2000 AT232             | 4 de gener de 2000   | Socorro              | LINEAR                       |
| 137909 - | 2000 AN235             | 5 de gener de 2000   | Socorro              | LINEAR                       |
| 137910 - | 2000 AP238             | 6 de gener de 2000   | Socorro              | LINEAR                       |
| 137911 - | 2000 AB246             | 8 de gener de 2000   | Mauna Kea            | D. J. Tholen, R. J. Whiteley |
| 137912 - | 2000 AK251             | 4 de gener de 2000   | Socorro              | LINEAR                       |
| 137913 - | 2000 BH3               | 27 de gener de 2000  | Oizumi               | T. Kobayashi                 |
| 137914 - | 2000 BU7               | 29 de gener de 2000  | Socorro              | LINEAR                       |
| 137915 - | 2000 BK8               | 29 de gener de 2000  | Socorro              | LINEAR                       |
| 137916 - | 2000 BM10              | 28 de gener de 2000  | Kitt Peak            | Spacewatch                   |
| 137917 - | 2000 BW12              | 28 de gener de 2000  | Kitt Peak            | Spacewatch                   |
| 137918 - | 2000 BO13              | 29 de gener de 2000  | Kitt Peak            | Spacewatch                   |
| 137919 - | 2000 BD14              | 28 de gener de 2000  | Uenohara             | N. Kawasato                  |
| 137920 - | 2000 BW16              | 30 de gener de 2000  | Socorro              | LINEAR                       |
| 137921 - | 2000 BV17              | 30 de gener de 2000  | Socorro              | LINEAR                       |
| 137922 - | 2000 BA18              | 30 de gener de 2000  | Socorro              | LINEAR                       |
| 137923 - | 2000 BF18              | 30 de gener de 2000  | Socorro              | LINEAR                       |
| 137924 - | 2000 BD19              | 26 de gener de 2000  | Socorro              | LINEAR                       |
| 137925 - | 2000 BJ19              | 30 de gener de 2000  | Catalina             | CSS                          |
| 137926 - | 2000 BS22              | 27 de gener de 2000  | Višnjan Observatory  | K. Korlević                  |
| 137927 - | 2000 BX23              | 29 de gener de 2000  | Socorro              | LINEAR                       |
| 137928 - | 2000 BO24              | 29 de gener de 2000  | Socorro              | LINEAR                       |
| 137929 - | 2000 BG26              | 30 de gener de 2000  | Socorro              | LINEAR                       |
| 137930 - | 2000 BN26              | 30 de gener de 2000  | Socorro              | LINEAR                       |
| 137931 - | 2000 BY26              | 30 de gener de 2000  | Socorro              | LINEAR                       |
| 137932 - | 2000 BS28              | 30 de gener de 2000  | Socorro              | LINEAR                       |
| 137933 - | 2000 BH32              | 28 de gener de 2000  | Kitt Peak            | Spacewatch                   |
| 137934 - | 2000 BO32              | 28 de gener de 2000  | Kitt Peak            | Spacewatch                   |
| 137935 - | 2000 BT32              | 28 de gener de 2000  | Kitt Peak            | Spacewatch                   |
| 137936 - | 2000 BB34              | 30 de gener de 2000  | Kitt Peak            | Spacewatch                   |
| 137937 - | 2000 BP34              | 30 de gener de 2000  | Catalina             | CSS                          |
| 137938 - | 2000 BK35              | 30 de gener de 2000  | Socorro              | LINEAR                       |
| 137939 - | 2000 BW35              | 31 de gener de 2000  | Socorro              | LINEAR                       |
| 137940 - | 2000 BQ37              | 26 de gener de 2000  | Kitt Peak            | Spacewatch                   |
| 137941 - | 2000 BQ42              | 27 de gener de 2000  | Kitt Peak            | Spacewatch                   |
| 137942 - | 2000 BB47              | 30 de gener de 2000  | Socorro              | LINEAR                       |
| 137943 - | 2000 BZ48              | 26 de gener de 2000  | Kitt Peak            | Spacewatch                   |
| 137944 - | 2000 BC49              | 27 de gener de 2000  | Kitt Peak            | Spacewatch                   |
| 137945 - | 2000 BF49              | 27 de gener de 2000  | Kitt Peak            | Spacewatch                   |
| 137946 - | 2000 BF51              | 30 de gener de 2000  | Socorro              | LINEAR                       |
| 137947 - | 2000 CD1               | 4 de febrer de 2000  | Višnjan Observatory  | K. Korlević                  |
| 137948 - | 2000 CY3               | 2 de febrer de 2000  | Socorro              | LINEAR                       |
| 137949 - | 2000 CV6               | 2 de febrer de 2000  | Socorro              | LINEAR                       |
| 137950 - | 2000 CB7               | 2 de febrer de 2000  | Socorro              | LINEAR                       |
| 137951 - | 2000 CG11              | 2 de febrer de 2000  | Socorro              | LINEAR                       |
| 137952 - | 2000 CY11              | 2 de febrer de 2000  | Socorro              | LINEAR                       |
| 137953 - | 2000 CG12              | 2 de febrer de 2000  | Socorro              | LINEAR                       |
| 137954 - | 2000 CK13              | 2 de febrer de 2000  | Socorro              | LINEAR                       |
| 137955 - | 2000 CD15              | 2 de febrer de 2000  | Socorro              | LINEAR                       |
| 137956 - | 2000 CW17              | 2 de febrer de 2000  | Socorro              | LINEAR                       |
| 137957 - | 2000 CZ17              | 2 de febrer de 2000  | Socorro              | LINEAR                       |
| 137958 - | 2000 CX18              | 2 de febrer de 2000  | Socorro              | LINEAR                       |
| 137959 - | 2000 CZ18              | 2 de febrer de 2000  | Socorro              | LINEAR                       |
| 137960 - | 2000 CD19              | 2 de febrer de 2000  | Socorro              | LINEAR                       |
| 137961 - | 2000 CO19              | 2 de febrer de 2000  | Socorro              | LINEAR                       |
| 137962 - | 2000 CA22              | 2 de febrer de 2000  | Socorro              | LINEAR                       |
| 137963 - | 2000 CB23              | 2 de febrer de 2000  | Socorro              | LINEAR                       |
| 137964 - | 2000 CZ23              | 2 de febrer de 2000  | Socorro              | LINEAR                       |
| 137965 - | 2000 CT24              | 2 de febrer de 2000  | Socorro              | LINEAR                       |
| 137966 - | 2000 CZ24              | 2 de febrer de 2000  | Socorro              | LINEAR                       |
| 137967 - | 2000 CS26              | 2 de febrer de 2000  | Socorro              | LINEAR                       |
| 137968 - | 2000 CY31              | 2 de febrer de 2000  | Socorro              | LINEAR                       |
| 137969 - | 2000 CA32              | 2 de febrer de 2000  | Socorro              | LINEAR                       |
| 137970 - | 2000 CR33              | 4 de febrer de 2000  | Višnjan Observatory  | K. Korlević                  |
| 137971 - | 2000 CQ39              | 5 de febrer de 2000  | Višnjan Observatory  | K. Korlević                  |
| 137972 - | 2000 CB40              | 2 de febrer de 2000  | Socorro              | LINEAR                       |
| 137973 - | 2000 CH40              | 4 de febrer de 2000  | Socorro              | LINEAR                       |
| 137974 - | 2000 CG41              | 7 de febrer de 2000  | Ondřejov             | P. Kušnirák                  |
| 137975 - | 2000 CQ41              | 2 de febrer de 2000  | Socorro              | LINEAR                       |
| 137976 - | 2000 CT41              | 2 de febrer de 2000  | Socorro              | LINEAR                       |
| 137977 - | 2000 CU41              | 2 de febrer de 2000  | Socorro              | LINEAR                       |
| 137978 - | 2000 CL43              | 2 de febrer de 2000  | Socorro              | LINEAR                       |
| 137979 - | 2000 CG47              | 2 de febrer de 2000  | Socorro              | LINEAR                       |
| 137980 - | 2000 CC49              | 2 de febrer de 2000  | Socorro              | LINEAR                       |
| 137981 - | 2000 CH50              | 2 de febrer de 2000  | Socorro              | LINEAR                       |
| 137982 - | 2000 CR53              | 2 de febrer de 2000  | Socorro              | LINEAR                       |
| 137983 - | 2000 CU54              | 2 de febrer de 2000  | Socorro              | LINEAR                       |
| 137984 - | 2000 CV55              | 4 de febrer de 2000  | Socorro              | LINEAR                       |
| 137985 - | 2000 CP56              | 4 de febrer de 2000  | Socorro              | LINEAR                       |
| 137986 - | 2000 CG60              | 2 de febrer de 2000  | Socorro              | LINEAR                       |
| 137987 - | 2000 CN61              | 2 de febrer de 2000  | Socorro              | LINEAR                       |
| 137988 - | 2000 CA62              | 2 de febrer de 2000  | Socorro              | LINEAR                       |
| 137989 - | 2000 CB62              | 2 de febrer de 2000  | Socorro              | LINEAR                       |
| 137990 - | 2000 CD62              | 2 de febrer de 2000  | Socorro              | LINEAR                       |
| 137991 - | 2000 CM64              | 3 de febrer de 2000  | Socorro              | LINEAR                       |
| 137992 - | 2000 CE66              | 6 de febrer de 2000  | Socorro              | LINEAR                       |
| 137993 - | 2000 CH66              | 6 de febrer de 2000  | Socorro              | LINEAR                       |
| 137994 - | 2000 CQ66              | 6 de febrer de 2000  | Socorro              | LINEAR                       |
| 137995 - | 2000 CV74              | 8 de febrer de 2000  | Kitt Peak            | Spacewatch                   |
| 137996 - | 2000 CT77              | 7 de febrer de 2000  | Kitt Peak            | Spacewatch                   |
| 137997 - | 2000 CX77              | 7 de febrer de 2000  | Kitt Peak            | Spacewatch                   |
| 137998 - | 2000 CK80              | 4 de febrer de 2000  | Socorro              | LINEAR                       |
| 137999 - | 2000 CM80              | 4 de febrer de 2000  | Socorro              | LINEAR                       |
| 138000 - | 2000 CK82              | 4 de febrer de 2000  | Socorro              | LINEAR                       |